# 万年丸
万年丸、萬年丸は薩摩藩および広島藩が幕末に保有した蒸気船。

## 概要
1864年にイギリスで建造された鉄製蒸気スクリュー船で、1865年に薩摩藩が購入した。原名は「キンリン（Kim Lin）」。代価は10万ドル（または7万5000ドル）で、購入元はグラバー商会であった。1865年10月に薩摩藩が琉球貿易のため「キンリン」を購入するとした際、トーマス・ブレーク・グラバーは3万ドルを融資した。1866年5月、「キンリン」は「スコットランド」とともに薩摩藩の債務の担保とされた。
慶応2年6月11日（1866年7月22日）、広島藩が薩摩藩より金5万両で購入した}。
「万年丸」はトン数270トンで機関は80馬力であった。大砲は4門。
慶応2年11月上旬（1866年11月 - 12月）、洋学修得のため江戸へ派遣される者50名ほどを運んだ。
慶応3年10月中旬（1867年11月）、「万年丸」は京都警備のため派遣される応変隊の乗る「八幡丸」を宇品から大坂へ曳航した。次いで、討幕の密勅を携えた大久保利通らを大坂から三田尻まで運んだ。11月下旬（1867年12月）には発機隊を宇品から大坂へ運んだ。
戊辰戦争時は輸送任務に従事した。慶応4年3月26日（1868年4月18日）には天保山沖観艦式に参加した。